# ویلنشارن
ویلنشارن (به آلمانی: Willenscharen) یک شهر در آلمان است که در اشتاینبورگ واقع شده‌است. ویلنشارن ۱۴۶ نفر جمعیت دارد.